# Simpsonichthys flammeus
Simpsonichthys flammeus är en fiskart som först beskrevs av Costa, 1989.  Simpsonichthys flammeus ingår i släktet Simpsonichthys och familjen Rivulidae. Inga underarter finns listade i Catalogue of Life.